# 튀르키예의 위키백과 차단

글자에 검열 막대기가 씌워진 튀르키예어 위키백과 로고

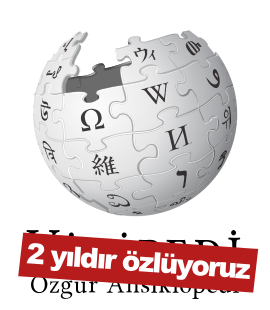
튀르키예의 위키백과 차단 2주년을 맞아 "사라진 2년"(2 yıldır özlüyoruz)이라는 메시지가 표시된 튀르키예어 위키백과 로고

2017년 4월 29일부터 2020년 1월 15일까지 온라인 백과사전 위키백과가 튀르키예에서 차단되었다. 2017년 4월 29일, 튀르키예 당국은 전국의 모든 언어 버전에 대한 온라인 액세스를 차단했다. 이러한 제한은 국가 후원 테러에 관한 영어 버전의 기사(2017년 4월 29일 버전)로 인해 튀르키예 법률 No. 5651에 의해 부과되었다. 여기서 튀르키예는 이슬람 국가와 알카에다의 후원 국가로 묘사되었다. 튀르키예 법원은 이 기사를 대중 매체를 공개적으로 조작한 것으로 간주했다. 튀르키예 법을 준수하기 위해 여러 기사를 편집해 달라는 튀르키예 정보 통신 기술 당국의 요청은 처리되지 않았다.
위키미디어 재단의 전무이사인 캐서린 마허는 2018년 5월 재단이 "아직 금지 조치가 적용되는 이유를 모르겠다"고 말했다. 2018년 3월, 위키백과의 페이스북 페이지는 "We Miss Turkey"(튀르키예어: Özledik) 캠페인을 시작하고 위키백과 로고 위의 검은색 검열 막대를 빨간색으로 교체했다. 같은 이름의 해시태그도 함께 달렸다.
2019년 12월 26일, 튀르키예 헌법재판소는 위키백과 차단이 인권을 침해한다고 판결하고 해제를 명령했다. 2020년 1월 15일, 튀르키예의 위키백과 차단이 해제되었다.

## 같이 보기
- 위키백과의 검열